# Voetballiga's in Duitsland
Het voetbal in Duitsland is georganiseerd in de vorm van een piramide van liga's (competities).
Aan de top van de piramide van het Duitse voetbal staat de Bundesliga, die net als de 2. Bundesliga en de 3. Liga een landelijke competitie vormt. Vanaf het vierde niveau, de Regionalliga's, zijn de clubs regionaal ingedeeld, en vanaf het vijfde niveau, de Oberliga's, meestal per deelstaat.  Van niveau 1 tot 5 promoveert de kampioen automatisch naar de competitie die er net boven is. Op de laagste niveaus zijn er verschillende promotiemogelijkheden.
In 2008 is het systeem voor het laatst gereorganiseerd bij de invoering van de derde liga.

## Liga's

### Bundesliga
De hoogste klasse in het Duitse voetbal, de Bundesliga, bestaat sinds het seizoen 1963-1964. Tot dan waren er meerdere, regionaal samengestelde, hoogste klassen, die als Oberliga werden aangeduid. De kampioenen van die Oberliga's speelden aan het eind van het seizoen onderling om het landskampioenschap.
Bij het begin van de Bundesliga bestond de klasse uit 16 teams. Na twee seizoenen werd de klasse uitgebreid tot 18 teams, wat sindsdien op een seizoen na, steeds het aantal is geweest. Alleen in het seizoen 1991/92, het eerste seizoen na de Duitse hereniging, bestond de Bundesliga uit 20 teams. Verantwoordelijk voor de Bundesliga, en voor de tweede Bundesliga is de Deutsche Fußball Liga.

### Tweede Bundesliga
Na de invoering van de Bundesliga werd het tweede niveau in het Duitse voetbal gevormd door de per regio ingedeelde Regionalliga's. Bij aanvang van het seizoen 1974-75 werd de tweede Bundesliga ingevoerd, de eerste jaren nog onderverdeeld in een Noordelijke en een Zuidelijke tweede Bundesliga, die ieder uit 22, soms zelfs uit 23 clubs bestond.
In 1981 werd een eenklassige tweede Bundesliga ingevoerd met 20 verenigingen. Na de Duitse hereniging werden bij aanvang van het seizoen 1991-92 zes teams uit de voormalige DDR tot de tweede Bundesliga toegelaten, die toen voor een seizoen weer in twee afdelingen werd gespeeld. In het volgende seizoen ging men weer terug naar een klasse, die toen eenmalig uit 24 teams bestond. Sinds 1994 bestaat de tweede Bundesliga uit 18 teams.

### Derde liga
In 2008 werd een derde landelijke klasse ingevoerd, de 3. Liga. Dit is sinds de invoering de hoogste klasse waarvoor de nationale bond, de DFB zelf verantwoordelijk is. In de nieuwe klasse spelen 20 teams. Bij de invoering waren dat 4 degradanten uit de tweede Bundesliga en 16 uit de Regionnalliga Nord en Süd.

### Regionalliga's
Tot de invoering van de 3. Liga waren er twee Regionalliga's: Nord en Süd. Daar werd in 2008 een derde, West, aan toegevoegd. De Regionalliga Nord omvat in principe de deelstaten Nedersaksen, Bremen, Hamburg, Sleeswijk-Holstein, en de gehele voormalige DDR: Mecklenburg-Voor-Pommeren, Brandenburg, Saksen, Saksen-Anhalt, Thüringen en Berlijn. De Regionalliga West omvat in principe de deelstaten Noordrijn-Westfalen, Rijnland-Palts en Saarland. De Regionalliga Süd omvat ten slotte de deelstaten Hessen, Baden-Württemberg en Beieren. Bij de invoering in 2008 van de 3. Liga en de nieuwe Regionalliga West kon de indeling naar deelstaat vrijwel compleet gevolgd worden. Slechts BV Cloppenburg dat geografisch eigenlijk in de Regionnalliga Nord zou horen, werd in de Regionalliga West geplaatst om alle Liga's met 18 teams te laten starten. 
In 2012 werd de indeling gewijzigd. Clubs uit Hessen en Baden-Württemberg spelen voortaan tegen clubs uit Rijnland-Palts en Saarland in de Regionalliga Südwest. Dit is de enige Regionalliga waarvan ook de nummer twee kan promoveren naar de 3. Liga. Clubs uit Beieren spelen in de Regionalliga Bayern. In de Regionalliga West spelen alleen clubs uit Noordrijn-Westfalen.

### Oberliga's
Op het vijfde niveau zijn de clubs op een enkele uitzondering na op deelstaat-niveau ingedeeld. De meeste van deze klassen worden aangeduid met Oberliga. Omdat de deelstaten nogal in omvang verschillen heeft niet iedere deelstaat precies dezelfde indeling. In het Noorden hebben Bremen, Hamburg en Sleeswijk-Holstein wel ieder hun eigen hoogste klasse, maar de drie kampioenen van die klassen moeten samen spelen om een plek in de Regionalliga Nord. In Nedersaksen zijn twee Oberliga's, de beide kampioenen spelen om een plek in de Regionalliga. In het oosten van het land, de voormalige DDR zijn twee Oberliga's, waarvan beide kampioenen promoveren naar de Regionalliga Nord.
In het westen zijn in 2008 de voormalige Oberliga Nordrhein en Westfalen samengevoegd tot de nieuwe NRW-Liga, waarvan de eerste twee clubs promoveren naar de Regionalliga West. 
Saarland en Rijnland-Palts vormen samen de Oberliga Südwest, waarvan alleen de kampioen promoveert naar de Regionalliga Südwest net als de kampioenen van de Hessenliga en de Oberliga Baden-Württemberg.
In Beieren zijn er twee Oberliga's waarvan de eerste twee clubs kunnen promoveren naar de Regionalliga Bayern.

### Landes/Verbandsliga
Op het zesde niveau komt zowel de naam Landesliga als Verbandsliga voor. In sommige deelstaten is er een klasse op dit niveau, in andere deelstaten varieert dit tussen twee en vier. In Bremen is het zesde niveau het laagste niveau. In de andere deelstaten is er ook nog een zevende niveau.

## Schema vanaf 2012
| Niveau | Liga/klasse | Liga/klasse | Liga/klasse | Liga/klasse | Liga/klasse |
| ------ | --- | --- | --- | --- | --- |
| I      | Bundesliga 18 clubs 2+1 degradatieplaatsen (Bundesliga #16 vs. 2. Bundesliga #3 thuis en uitwedstrijd) | Bundesliga 18 clubs 2+1 degradatieplaatsen (Bundesliga #16 vs. 2. Bundesliga #3 thuis en uitwedstrijd)                          | Bundesliga 18 clubs 2+1 degradatieplaatsen (Bundesliga #16 vs. 2. Bundesliga #3 thuis en uitwedstrijd)                                       | Bundesliga 18 clubs 2+1 degradatieplaatsen (Bundesliga #16 vs. 2. Bundesliga #3 thuis en uitwedstrijd)                                                   | Bundesliga 18 clubs 2+1 degradatieplaatsen (Bundesliga #16 vs. 2. Bundesliga #3 thuis en uitwedstrijd)                       |
| II     | 2. Bundesliga 18 clubs 2+1 promotieplaatsen 2+1 degradatieplaatsen (2. Bundesliga #16 vs. 3. Liga #3 thuis- en uitwedstrijd)                                                                                                 | 2. Bundesliga 18 clubs 2+1 promotieplaatsen 2+1 degradatieplaatsen (2. Bundesliga #16 vs. 3. Liga #3 thuis- en uitwedstrijd)    | 2. Bundesliga 18 clubs 2+1 promotieplaatsen 2+1 degradatieplaatsen (2. Bundesliga #16 vs. 3. Liga #3 thuis- en uitwedstrijd)                 | 2. Bundesliga 18 clubs 2+1 promotieplaatsen 2+1 degradatieplaatsen (2. Bundesliga #16 vs. 3. Liga #3 thuis- en uitwedstrijd)                             | 2. Bundesliga 18 clubs 2+1 promotieplaatsen 2+1 degradatieplaatsen (2. Bundesliga #16 vs. 3. Liga #3 thuis- en uitwedstrijd) |
| III    | 3. Liga 20 clubs 2+1 promotieplaatsen 3 degradatieplaatsen | 3. Liga 20 clubs 2+1 promotieplaatsen 3 degradatieplaatsen                                                                      | 3. Liga 20 clubs 2+1 promotieplaatsen 3 degradatieplaatsen                                                                                   | 3. Liga 20 clubs 2+1 promotieplaatsen 3 degradatieplaatsen                                                                                               | 3. Liga 20 clubs 2+1 promotieplaatsen 3 degradatieplaatsen                                                                   |
| IV     | Regionalliga Nord 18 clubs 1 plaats promotieronde 3+1 degradatieplaatsen | Regionalliga Nordost 16 clubs 1 plaats promotieronde 1+2 degradatieplaatsen                                                     | Regionalliga West 20 (18) clubs 1 plaats promotieronde 5+1 degradatieplaatsen                                                                | Regionalliga Südwest 19 (18) clubs 2 plaatsen promotieronde 2+4 degadratieplaatsen                                                                       | Regionalliga Bayern 20 (18) clubs 1 plaats promotieronde 3+2 degradatieplaatsen                                              |
| V      | Oberliga Hamburg 18 clubs 1 plaats promotieronde Bremen-Liga 16 clubs 1 plaats promotieronde Schleswig-Holstein-Liga 18 clubs 1 plaats promotieronde Oberliga Niedersachsen 16 clubs 1 promotieplaats 1 plaats promotieronde | Oberliga Nordost (Nord, Süd) 32 clubs 2 promotieplaats                                                                          | Oberliga Niederrhein 20 (18) clubs 1 promotieplaats Mittelrheinliga 16 clubs 1 promotieplaats Oberliga Westfalen 18 clubs 2 promotieplaatsen | Oberliga Rheinland-Pfalz/Saar 18 clubs 1 promotieplaats Hessenliga 18 clubs 1 promotieplaats Oberliga Baden-Württemberg 18 clubs 1 promotieplaats        | Bayernliga (Nord, Süd) 37 (36) clubs 2+2 promotieplaatsen                                                                    |
| VI     | Landesliga Bremen Landesliga Hamburg (Hammonia, Hansa) Verbandsliga Schleswig-Holstein (Nordost, Nordwest, Südost, Südwest) Landesliga Braunschweig Landesliga Hannover Landesliga Lüneburg Landesliga Weser-Ems             | Verbandsliga Mecklenburg-Vorpommern Brandenburg-Liga Berlin-Liga Verbandsliga Sachsen-Anhalt Verbandsliga Thüringen Sachsenliga | Landesliga Niederrhein (1, 2, 3) Landesliga Mittelrhein (1, 2) Westfalenliga (1, 2)                                                          | Rheinlandliga Saarlandliga Verbandsliga Südwest Verbandsliga Hessen (Mitte, Nord, Süd) Verbandsliga Baden Verbandsliga Südbaden Verbandsliga Württemberg | Landesliga Bayern (Nordost, Nordwest, Mitte, Südost, Südwest)                                                                |

Bron:Duitse voetballiga's. Fussball.de. Geraadpleegd op 7 februari 2008. 
Betaald voetbal: Bundesliga · 2. Bundesliga · 3. Liga · Regionalliga Nord · Regionalliga Nordost · Regionalliga West ·  Regionalliga Südwest · Regionalliga Bayern

Bekervoetbal: DFB-Pokal · Ligapokal · DFB-Supercup · DFB Hallen Pokal

Amateurvoetbal · Duitse voetbalbond · Nationaal elftal · Bondscoaches